# Terje Rypdal
Terje Rypdal (Oslo, 23 agosto 1947) è un chitarrista, compositore e musicista norvegese.

## Biografia
Si avvicinò alla musica all'età di cinque anni attraverso lo studio del pianoforte e tre anni più tardi a quelli della tromba, per poi abbandonarli nel 1960 una volta scoperta la chitarra. Ispirato da Hank Marvin, nel 1962 entrò a far parte del gruppo rock strumentale The Vanguards, con i quali incise materiale vario reso disponibile soltanto nel periodo successivo allo scioglimento, quest'ultimo avvenuto nel 1967. Proprio nel 1967 fondò i The Dream, di genere rock psichedelico ispirato a Jimi Hendrix, e pubblicò l'unico album in studio Get Dreamy nel 1968.
Il 1968 inoltre segnò la svolta definitiva verso il jazz di Rypdal, che entrò a far parte del gruppo di Jan Garbarek e più tardi del sestetto e dell'orchestra di George Russell. L'anno seguente, entrato nella band di Lester Bowie, partecipò al festival del free jazz di Baden-Baden in Germania, che gli permise di farsi conoscere a livello internazionale.
Nei primi anni settanta frequentò il conservatorio musicale di Oslo, dove approfondì gli studi sulla musica classica. Da allora il musicista ha alternato pubblicazioni di stampo jazz con altre più classiche, passando dalle sinfonie alla musica da camera. Gran parte dei suoi dischi sono stati pubblicati attraverso l'etichetta discografica tedesca ECM e le sue composizioni Last Nite e Mystery Man sono state utilizzate dal regista Michael Mann per la colonna sonora del film Heat - La sfida.

## Discografia

### Da solista
Album in studio
- 1968 – Bleak House
- 1971 – Sart (con Jan Garbarek, Bobo Stenson, Arild Andersen e Jon Christensen)
- 1971 – Terje Rypdal
- 1974 – What Comes After
- 1974 – Whenever I Seem to Be Far Away
- 1975 – Odyssey
- 1976 – After the Rain
- 1977 – No Time for Time (con Pål Thowsen, Jon Christensen e Arild Andersen)
- 1978 – Waves
- 1979 – Terje Rypdal/Miroslav Vitouš/Jack DeJohnette (con Miroslav Vitouš e Jack DeJohnette)
- 1980 – Descendre
- 1981 – To Be Continued (con Miroslav Vitouš e Jack DeJohnette)
- 1984 – Eos (con David Darling)
- 1985 – Chaser
- 1987 – Blue (pubblicato come Terje Rypdal & The Chasers)
- 1989 – The Singles Collection
- 1990 – Undisonus for Violin and Orchestra
- 1993 – Q.E.D.
- 1995 – The Sea (con Ketil Bjørnstad, David Darling e Jon Christensen)
- 1995 – Nordic Quartet (con John Surman, Karin Krog e Vigleik Storaas)
- 1995 – If Mountains Could Sing
- 1997 – Skywards
- 1998 – The Sea II (con Ketil Bjørnstad, David Darling e Jon Christensen)
- 2000 – Double Concerto/5th Symphony
- 2000 – Kartā (con Markus Stockhausen, Arild Andersen e Patrice Héral)
- 2002 – Lux aeterna
- 2006 – Vossabrygg
- 2010 – Crime Scene
- 2013 – Melodic Warrior

Album dal vivo
- 2008 – Life in Leipzig (con Ketil Bjørnstad)

### Con i The Vanguards
Album in studio
- 1967 – Phnooole
- 1986 – Comanchero
- 1990 – Twang!!!

Raccolte
- 1980 – Norsk Rock's Gyldne År
- 2003 – Vanguards Special: The Vanguards 1963-2003

### Con i The Dream
- 1967 – Get Dreamy

### Con i Min Bul
- 1970 – Min Bul

### Con Ronni Le Tekrø
- 1994 – Rypdal & Tekrø
- 1997 – Rypdal & Tekrø II
- 2002 – The Radiosong

### Collaborazioni
- 1969 – George Russell – Electronic Sonata for Souls Loved by Nature
- 1969 – Jan Erik Vold – Briskeby Blues
- 1969 – The Baden-Baden Free Jazz Orchestra – Gittin' to Know Y'all
- 1970 – George Russell Sextet – Trip to Prillarguri
- 1970 – Jan Garbarek Quartet – Afric Pepperbird
- 1971 – George Russell – The Esoteric Circle
- 1971 – Jan Erik Vold – Hav
- 1971 – Krzysztof Penderecki, Don Cherry & The New Eternal Rhythm Orchestra – Actions
- 1971 – Don "Sugar Cane" Harris, Jean-Luc Ponty, Nipso Brantner, Michał Urbaniak – New Violin Summit
- 1971 – AA.VV – Popofoni
- 1971 – George Russell – Listen to the Silence
- 1973 – Per "Elvis" Granberg & The New Jordal Swingers – Real Rock 'N' Roll
- 1973 – John Surman – Morning Glory
- 1975 – AA.VV. – 1. New Jazz Festival Hamburg '75
- 1976 – Michael Mantler – The Hapless Child (And Other Inscrutable Stories)
- 1976 – Egil "Bop" Johansen – Samse Tak!
- 1977 – Edward Vesala – Satu
- 1977 – Carl Frederik Prytz – Bruksdikt for Deg og Meg
- 1978 – Barre Phillips – Three Day Moon
- 1980 – Lars Mjøen e Knut Lystad – Apecalypso Nå
- 1985 – AA.VV. – Bratislava Jazz Days 1985
- 1986 – Hungry John & The Blue Shadows – Nice Guys
- 1992 – AA.VV. – Nattjazz 20 År
- 1992 – Heinz Reber – Mnaomai, Mnomai
- 1993 – Ketil Bjørnstad – Water Stories
- 1993 – Hans Petter Bonden – Unplugged: Mozart and Rypdal
- 1994 – Tomra Brass Band – Deep Harmony
- 1995 – AA.VV. – Come Together: Guitar Tribute to the Beatles, Vol. 2
- 1997 – Audun Kleive – Bitt
- 1997 – Tomasz Stańko Septet – Litania - Music of Krzysztof Komeda
- 1997 – Torbjørn Sunde – Meridians
- 1997 – Knut Mikalsen's Bopalong Quintet – Road Song
- 1999 – Secret Garden – Dawn of a New Century
- 1999 – Øystein Sunde – Snøfreser'n/FBI (singolo)
- 2000 – Palle Mikkelborg – Song....Tread Lightly
- 2000 – Kyberia – Navigations
- 2000 – Helen Davis – Open the Door Softly
- 2002 – AA.VV. – Selected Recordings
- 2002 – Birgitte Stærnes – Sonata/Nimbus
- 2005 – Michael Galasso – High Lines
- 2010 – Paolo Vinaccia – Very Much Alive